# 장양구

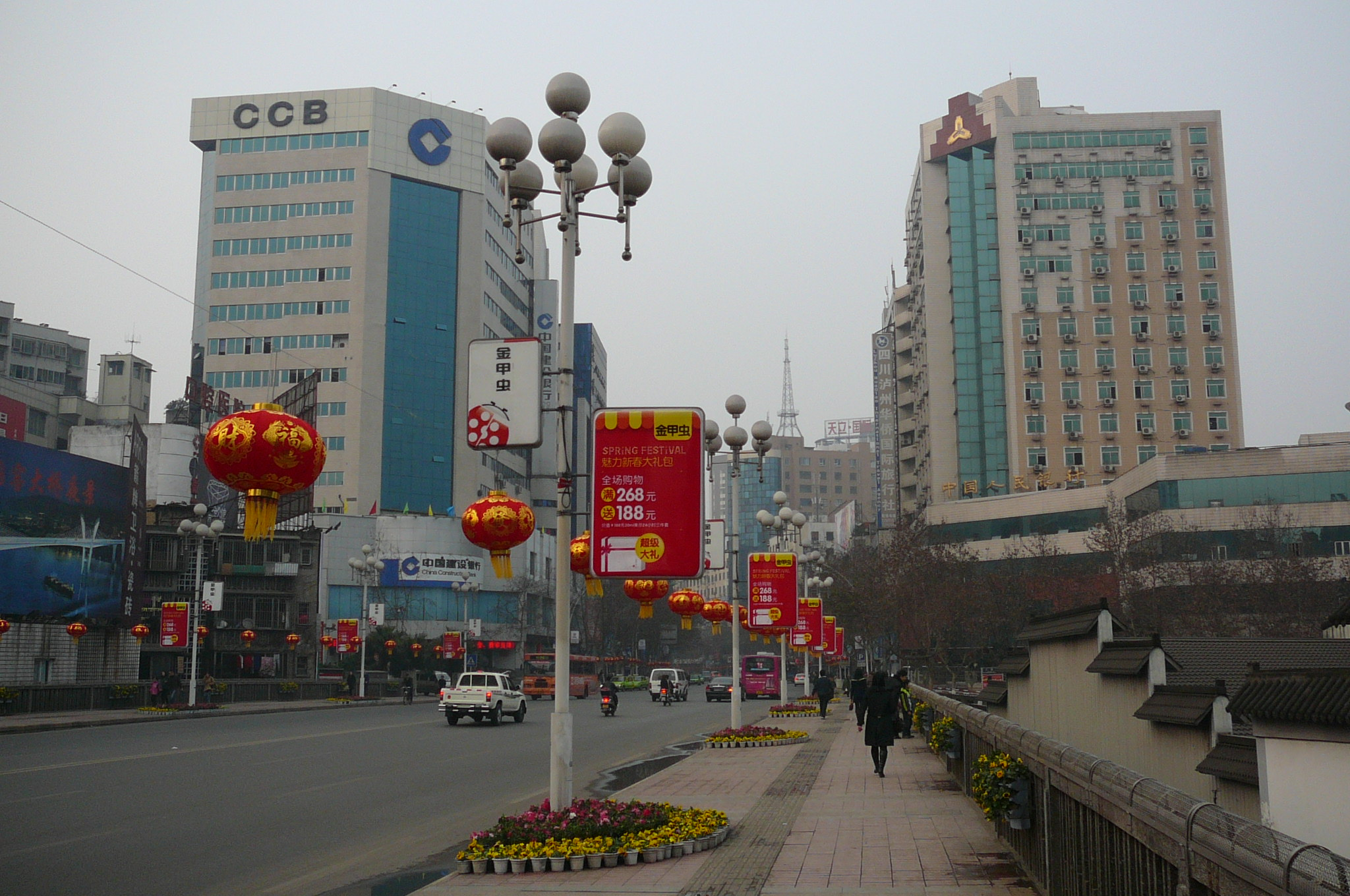

장양구(한국어: 강양구, 중국어: 江阳区, 병음: Jiāngyáng Qū)는 중화인민공화국 쓰촨성 루저우시의 현급 행정구역이다. 넓이는 649km2이고, 인구는 2007년 기준으로 630,000명이다.

## 기후
연평균 기온은 17.9°C이고 연평균 강수량은 1086mm이다.

## 행정 구역
7개 가도, 7개 진, 3개 향을 관할한다.
- 가도: 南城街道, 北城街道, 大山坪街道, 邻玉街道, 蓝田街道, 茜草街道, 华阳街道.
- 진: 泰安镇, 黄舣镇, 弥陀镇, 况场镇, 通滩镇, 江北镇, 方山镇.
- 향: 丹林乡, 分水岭乡, 石寨乡.